# Boris Wierlinski
Boris Markowicz Wierlinski, ros. Борис Маркович Верлинский (ur. 27 grudnia 1887 w Bachmucie, zm. 30 października 1950 w Moskwie) – radziecki szachista, mistrz międzynarodowy od 1950 roku. Był niesłyszący.

## Kariera szachowa
Na początku XX wieku odniósł kilka turniejowych sukcesów: w 1910 oraz 1912 zwyciężył w Odessie, natomiast w 1913 zajął III miejsce w Sankt Petersburgu. Po zakończeniu I wojny światowej przeniósł się z Ukrainy do Rosji. W 1923 podzielił I miejsce w Piotrogrodzie, w 1924 podzielił X-XI lokatę w mistrzostwach Związku Radzieckiego oraz zdobył tytuł wicemistrza Moskwy. Rok później podzielił II-III miejsce w mistrzostwach Moskwy oraz zajął IV miejsce w Leningradzie. W 1926 podzielił I lokatę w mistrzostwach Ukrainy w Odessie, a w 1928 triumfował w mistrzostwach Moskwy. W 1929 odniósł największy sukces w karierze, zwyciężając w rozegranych w Odessie VI mistrzostwach Związku Radzieckiego. Za to osiągnięcie otrzymał tytuł arcymistrza ZSRR. W 1933 zajął II miejsce (za Fiodorem Bochatyrczukiem) w Moskwie i był to ostatni znaczący sukces w jego karierze.
Według systemu Chessmetrics, najwyższy ranking osiągnął w maju 1926 r., z wynikiem 2627 punktów zajmował wówczas 16. miejsce na świecie.